# 下広井町
下広井町（しもひろいちょう）は、名古屋市中村区の地名。

## 歴史
江戸期まで愛知郡広井村であった地域にあたる。

### 町名の由来
広井町#町名の由来を参照。

### 行政区画の変遷
- 1901年（明治34年）4月17日 - 名古屋市広井の一部により同市下広井町として成立[2]。
- 1908年（明治41年）4月1日 - 中区編入に伴い、同区下広井町となる[2]。
- 1944年（昭和19年）2月11日 - 中村区編入に伴い、同区下広井町となる[2]。
- 1981年（昭和56年）6月7日 - 名駅南一丁目・名駅南二丁目・名駅南三丁目に大部分が編入され、鉄道敷地を残して消滅[2]。